# Villa Leonetti

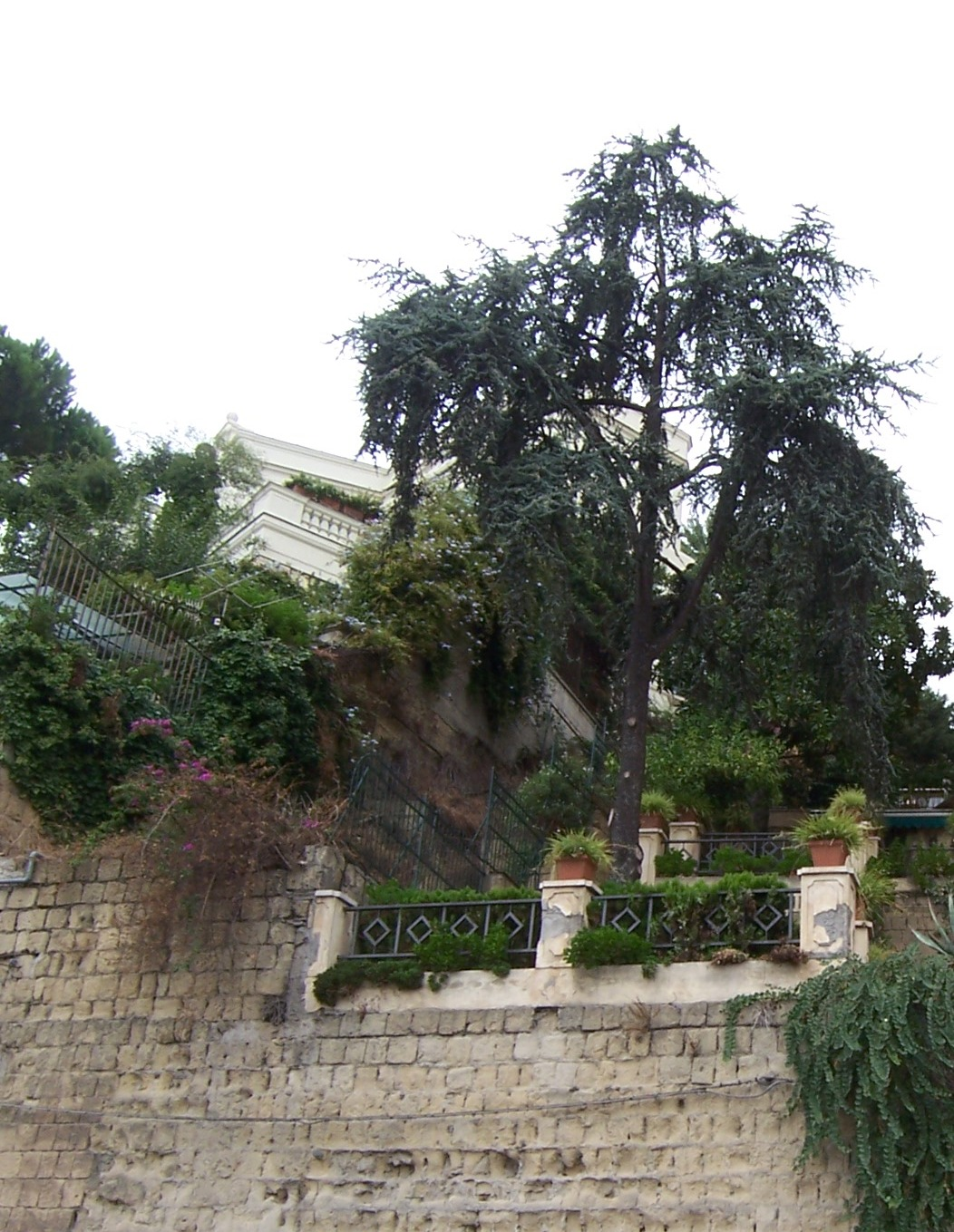
Villa Leonetti

Villa Leonetti (già Poggio Fiorito) è una storica villa di Napoli; è sita in via Aniello Falcone, nel quartiere Vomero.

## Storia e descrizione

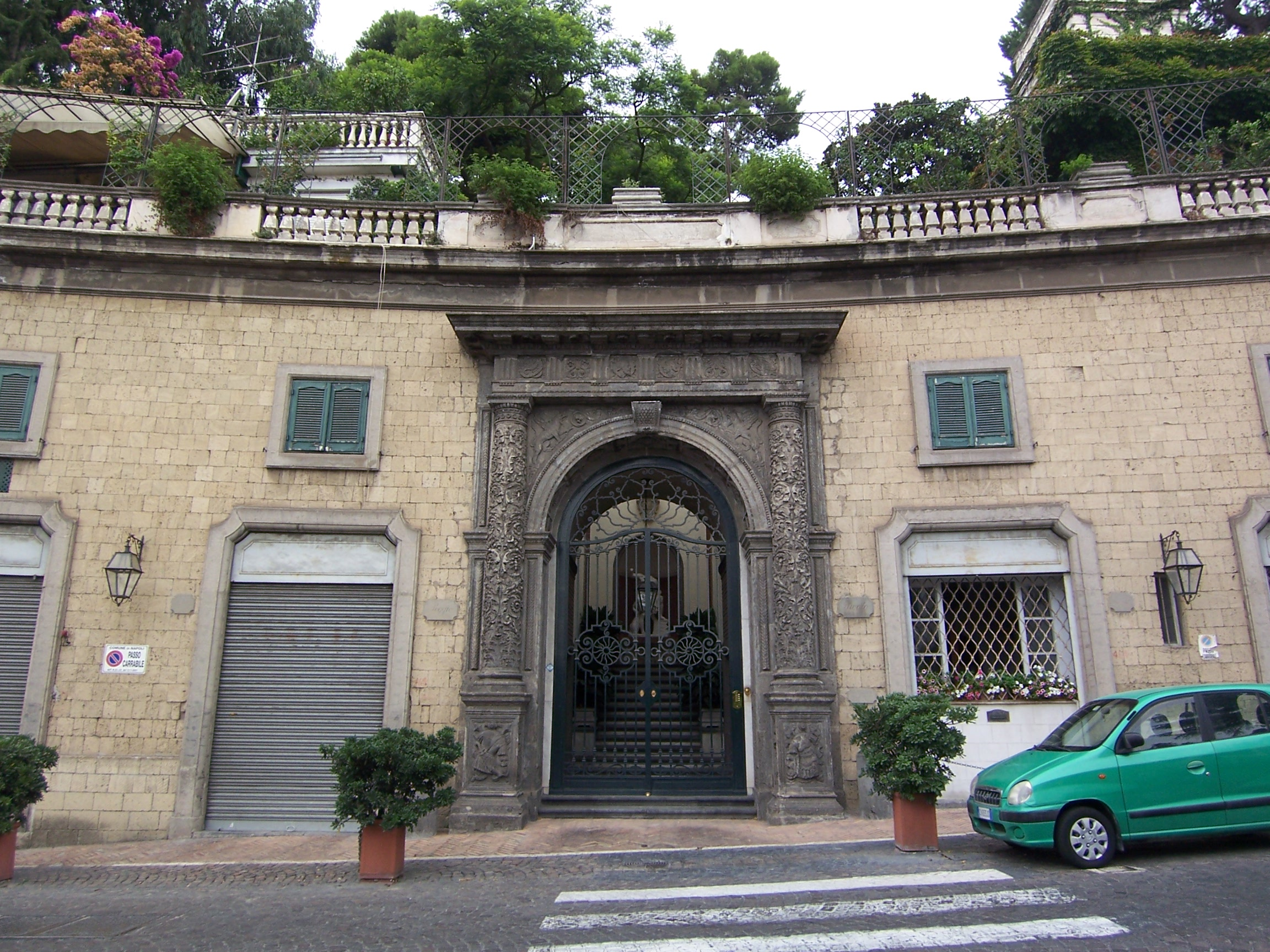
Portale in piperno su via Aniello Falcone

La struttura, in origine dipendenza di Villa Salve, è posta in posizione sopraelevata rispetto alla strada, e circondata da un parco terrazzato opera dell'architetto Pietro Porcinai. Appartenuta ad Antonio Winspeare dopo il suo matrimonio con Emma Gallone, Duchessa di Salve, e passata alla morte di Antonio (1918) ad Edoardo, figlio del cugino omonimo Antonio Winspeare in quanto la coppia non ebbe figli. Tra il 1928 e il 1931 fu ceduta a Michele Platania. In seguito, costui la vendette a Carlo d'Errico, per poi divenire di proprietà dei conti Leonetti.
Grazie al conte Tommaso Leonetti, l'edificio fu ristrutturato; inoltre fu dotato di ulteriori pregi, tra i quali il portale in piperno grigio scolpito del XVI secolo, in contrapposizione con il giallo dell'alto muro di tufo. Il portale proviene dallo storico palazzo Sirignano; posto ad angolo con piazza Municipio ed appartenuto a Laura Caravita di Sirignano, moglie di Tommaso Leonetti, fu demolito alla fine degli anni trenta del XX secolo.
All'interno del complesso, vi è anche una torre di avvistamento (simile alla Torre Ranieri di via Manzoni) risalente al XVII secolo.